# Венера-4
«Венера-4» — автоматична науково-дослідна космічна станція, призначена для дослідження планети Венери.

## Технічні характеристики
- Дата старту: 12 червня 1967 року 5 годин 39 хвилин 45,319 секунди за київським часом.
- Дата завершення місії: 18 жовтня 1967 року 16 годин 30 хвилин за київським часом.
- Ракета-носій: «Молнія-М» з розгінним блоком ВЛ
- Маса КА: 1106 кг
- Маса апарата приземлення: 377 кг

## Космічний апарат

### Історія створення
Автоматична міжпланетна станція (АМС) «Венера-4» була створена на Машинобудівному заводі імені С. А. Лавочкіна на базі ЗМВ, та попередніх розробок ОКБ-1 під керівництвом С. П. Корольова.
Станції 3МВ передбачалися для дослідження Марса і Венери як з прольотної траєкторії, так і за допомогою апарата приземлення, який доставлявся на поверхню планети. Вони пройшли льотні випробовування з 11 листопада 1963 року по 23 листопада 1965 року. Протягом 9 запусків були відпрацьовані бортові системи, але жодній зі станцій не вдалося дослідити Венеру або Марс. Найбільшого успіху сягнула автоматична станція «Зонд-3», яку запустили 18 липня 1965 року для відпрацювання роботи бортових систем, яка передала фотографії зворотної сторони Місяця.
Останні три автоматичні станції цієї серії були запущені в листопаді 1965 року в бік Венери. Одна із них залишилася на навколоземній орбіті, а станції «Венера-2», яка повинна була сфотографувати планету Венеру, і «Венера-3» з апаратом приземлення на планету Венера, вийшли на міжпланетну траєкторію. Через перегрівання бортової апаратури, з ним був перерваний зв'язок при підльоті до Венери.
У 1965 році всі роботи зі створення автоматичних міжпланетних і місячних станцій були передані із ОКБ-1 на Машинобудівний завод імені С. А. Лавочкіна.
Оскільки до чергового пускового «вікна» 1967 року для польоту на Венеру залишалося трохи більше року, було вирішено обмежитися створенням апарата тільки для доставки апарата приземлення в атмосферу Венери.
За основу при створенні автоматичних станцій В-67 було взято станцію станцію «Венера-3», але, за результатами її польоту в конструкції були враховані параметри атмосфери планети Венера. Апарат, що спускався на планету повинен був працювати при температурі 425°C і атмосферному тиску до 10 атмосфер.
АМС «Венера-4» складалася із орбітального відсіку і апарата приземлення.

### Орбітальний відсік
Орбітальний відсік мав герметичну циліндричну форму. В орбітальному відсіку розміщувалися прилади радіокомплексу, системи орієнтації, терморегулювання, акумуляторні батареї і наукова апаратура. Потужність радіопередавального пристрою дециметрового діапазону становила 40 ват. Швидкість передачі телеметричної інформації становила близько 1, 4, 16 і 64 біт в секунду. Телеметрична інформація передавалася безпосередньо на Землю, або записувалася на магнітофон. Максимальний обсяг інформації на магнітофоні — 150 Кбіт.
Телеметрична інформація передавалася на Землю за допомогою гостроспрямованої антени, яка кріпилася на орбітальному відсіку. Діаметр гостроспрямованої антени в розгорнутому вигляді становив 2,3 метри.
АМС мала дві панелі сонячної батареї, загальна площа яких становила 2,4 м². Станція була забезпечена нікель-кадмієвим акумулятором, місткість якого становила 84 ампер-годин.

### Апарат приземлення
Основним корисним навантаженням автоматичної станції «Венера-4» був апарат приземлення на Венеру, який розміщувався в головній частині космічного апарата і кріпився до основного відсіку за допомогою стяжних стрічок. Він мав сферичну форму діаметром 103 см. В апараті приземлення були два відсіки — приладовий і парашутний. Система гальмування складалася із двох парашутів — парашут з площею купола 2,2 м² і основний парашут з площею купола 55 м². Апарат приземлення був герметичний із внутрішнім тиском 2 атмосфери.
Перед стартом апарат приземлення був стерилізований з метою попередження перенесення на Венеру земних мікроорганізмів.
Загальна маса автоматичної станції «Венера-4» становила 1106 кг. Для запуску «Венери-4» використовувалася ракета-носій «Молнія-М» з розгінним блоком ВЛ.

## Склад наукової апаратури

### Прилади орбітального апарата
- СГ 59М — трикомпонентний магнітометр на штанзі довжиною 3,5 метри для вимірювання величини і напряму магнітного поля в міжпланетному просторі та навколо Венери;
- прилад КС-18-2М для вивчення потоків космічних частинок;
- прилад ЛА-2 для визначення розподілу кисню і водню в атмосфері планети.

### Прилади апарата приземлення
- датчики тиску типу МДДА для вимірювання тиску атмосфери в діапазоні від 100 до 5200 мм рт.ст.] (0,13-6,8 атм);
- газоаналізатори Г-8 для визначення хімічного складу атмосфери;
- прилад ТПВ для визначення щільності і температури атмосфери залежно від висоти вимірювання.

## Космічна експедиція
«Венера-4» було запущено з космодрому Байконур 12 червня 1967 року в 5 годин 40 хвилин (київський час) ракетою-носієм «Молнія-М». Початково АМС була виведена на орбіту навколо землі, а згодом була переведена на траєкторію польоту до Венери.
17 червня 1967 року о 5 годині 37 хвилин було запущено другу станцію, аналогічну станції «Венера-4». Ця станція успішно вийшла на орбіту навколо Землі, але, через відмову розгінного блоку, не вдалося вивести цю станцію на міжпланетну орбіту. Ця станція залишилася на орбіті навколо землі під назвою «Космос-167».
29 липня 1967 року на відстані 12 мільйонів кілометрів від Землі було проведено корекцію орбіти «Венери-4».
18 жовтня 1967 року станція «Венера-4» досягла планети Венера. При вході в атмосферу Венери, на швидкості 11 км/сек, від станції відокремився апарат приземлення. Орбітальний відсік передавав на Землю телеметричну інформацію, поки не зруйнувався в атмосфері Венери.
Апарат приземлення увійшов у атмосферу планети Венери з нічної сторони, біля екватора, на відстані ~1500 км від ранкового термінатора. Під час гальмування, перевантаження на апарат спуску досягали 300g. Після зниження швидкості до ~ 210 м/сек, було введено в дію парашутну систему, введені в дію радіопередавальний пристрій і увімкнулися вимірювальні прилади. Почалася передача інформації, зі швидкістю 1 біт/сек. Радіовисотомір передав значення 26 км, згодом, після аналізу даних, це значення було виправлено на 61—65 км. Значення тиску передавалося аж до значення, на яке був розрахований манометр, — 7,3 атмосфери. Значення температур передавалося протягом 93 хвилин, поки тривав парашутний спуск, приблизно на висоті 28 км над поверхнею. За цей час температура змінювалася від 33 °C до 262 °C.
Результатом космічної експедиції станції «Венера-4» стало проведення перших прямих вимірів температури, густини, тиску і хімічного складу атмосфери Венери.
Газоаналізатори показали переважний вміст в атмосфері Венери вуглекислого газу (~90 %) та зовсім незначний вміст кисню і водяної пари.
Наукові прилади орбітального апарата станції «Венера-4» показали відсутність у Венери радіаційних поясів, а магнітне поле планети виявилося в 3000 разів менше магнітного поля Землі. Крім того, за допомогою індикатора ультрафіолетового випромінювання Сонця було виявлено водневу корону Венери, яка вміщувала 1000 раз менше водню, ніж верхня атмосфера Землі. Атомарний кисень індикатором не був виявлений.